# Pterolophia obliquata
Pterolophia obliquata är en skalbaggsart som beskrevs av Stefan von Breuning och De Jong 1941. Pterolophia obliquata ingår i släktet Pterolophia och familjen långhorningar. Inga underarter finns listade i Catalogue of Life.